# J.J. Molenaar

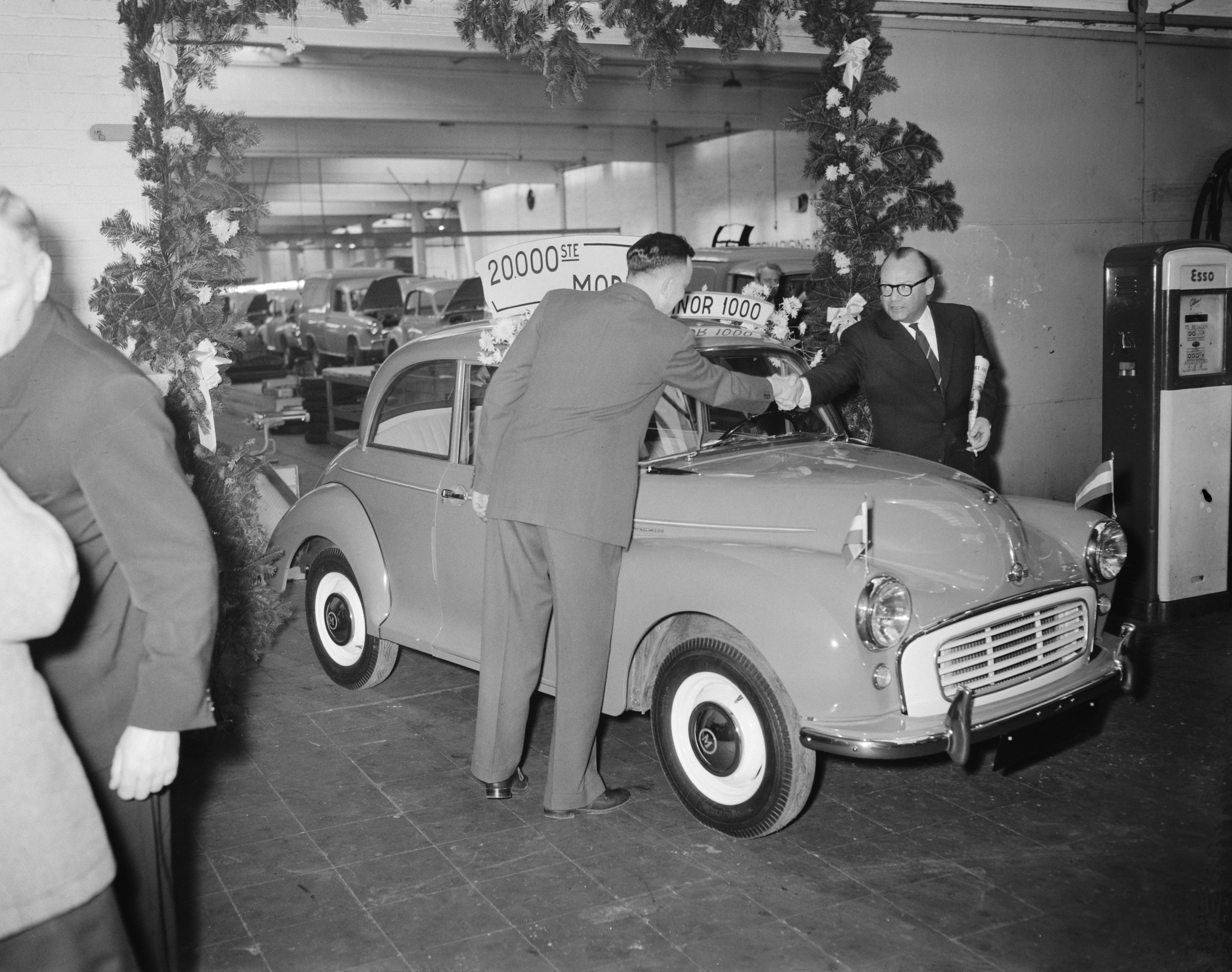
20.000ste Morris Minor 1000 loopt van de band bij Molenaar's autofabrieken te Amersfoort, 28 januari 1958.

J.J. Molenaar was een Nederlandse organisatie in de automobielbranche, gevestigd in Amersfoort.

## Geschiedenis
Begin jaren twintig opende Johannes Jacobus Molenaar (geboren 23 april 1891 te Amsterdam) een kleine garage in Hoevelaken en na een uitbreiding van deze garage in 1923 kwam er in 1924 in Hilversum een tweede garage bij.
In oktober 1928 opende hij een geheel nieuwe, grotere garage aan het Stationsplein 5 te Amersfoort, recht tegenover het station Amersfoort Centraal, waar hij onder andere de merken FIAT, Citroën, Buick, LaSalle en Cadillac verkocht. De garage in Hoevelaken werd in augustus 1929 verkocht aan Henri Nefkens.

### Morris en MG
Morris-personenauto’s werden al in 1913 in Nederland geïmporteerd. Tot 1927 was er een opeenvolging van importeurs, zoals Archer in Amsterdam, de Haarlemsche Auto-Centrale, De Handelsgeest in Amsterdam en de Eerste Nederlandse Automobiel- en Algemene Handelmaatschappij in Den Haag. Ondanks de verschillende importeurs werden er in die jaren slechts weinig Morris-auto’s verkocht, daarom besloot William Morris een assemblagefabriek in Nederland te vestigen. De N.V. Morris Automobielfabrieken werd op 29 oktober 1927 geopend in Rotterdam. Eind augustus 1929 verhuisde het bedrijf naar Delft maar werd geen succes. Door massaproductie in Engeland werden Morris-personenauto’s goedkoper en was assemblage in Nederland niet meer nodig.

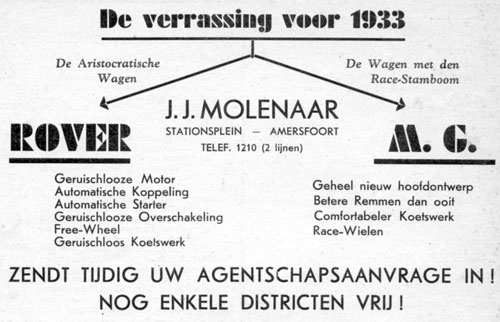
Advertentie van J.J. Molenaar, januari 1933.

Naast de andere merken verkocht J.J. Molenaar vanaf begin 1932 MG’s en op 1 januari 1933 werd hij officieel importeur van dat merk. In 1936 stopte de Morris-vestiging in Delft met leveren en mede door de persoonlijke contacten van J.J. Molenaar met William Morris werd de import van Morris-personenauto’s en vrachtwagens overgedragen aan zijn bedrijf.
Al voor de oprichting was J.J. Molenaar actief voor de BOVAG en vanaf 1932 was hij voorzitter van de afdeling Amersfoort. Vanaf 1937 maakte hij ook deel uit van de commissie die het voorbereidende werk deed voor het opstellen van de vestigingseisen voor het garagebedrijf. Ook vanaf 1937 zat hij in het bestuur van de uitgever van het BOVAG-blad. Tot aan zijn overlijden in 1957 was hij bestuurslid van de BOVAG.
De verkoop van Morris en MG ging goed maar na het begin van de Tweede Wereldoorlog konden geen auto’s meer worden geïmporteerd uit het Verenigd Koninkrijk. Op verdenking dat hij lid van de Britse geheime dienst zou zijn, werd J.J. Molenaar gearresteerd door de Duitse Bezetters. Na enkele maanden werd hij vrijgelaten maar bij terugkomst in Amersfoort bleek dat het bedrijf intussen onder Duits toezicht was geplaatst. Zij hebben echter nooit de 36 gloednieuwe Morris-personenauto’s gevonden die Molenaar had ingemetseld op de zolder.

### Molenaar's Nederlandse Autofabrieken
Na 1945 begon de import van auto’s opnieuw. Morris kon snel leveren maar vanwege het tekort aan deviezen was de import van auto’s veel te duur. De oplossing voor dit probleem was om CKD-kits te importeren en een assemblagefabriek te beginnen.
Van 1950 tot in 1953 werd voor 100.000 gulden per jaar een van grote fabriekshallen van het Jongeriuscomplex te Jutphaas gehuurd. In de hal werden de Morris Oxford en de Morris Minor gemaakt door 300 man personeel van Molenaar. Jaarlijks werden zo’n 4000 auto’s naar het moederbedrijf gereden via de route Utrecht-Amersfoort die ook dienst deed als testbaan. In 1953 kon Molenaar een eigen hal bouwen in Amersfoort en kwam de hal aan de Kanaalweg leeg te staan. Hij bleef bekend als de Morrishal.

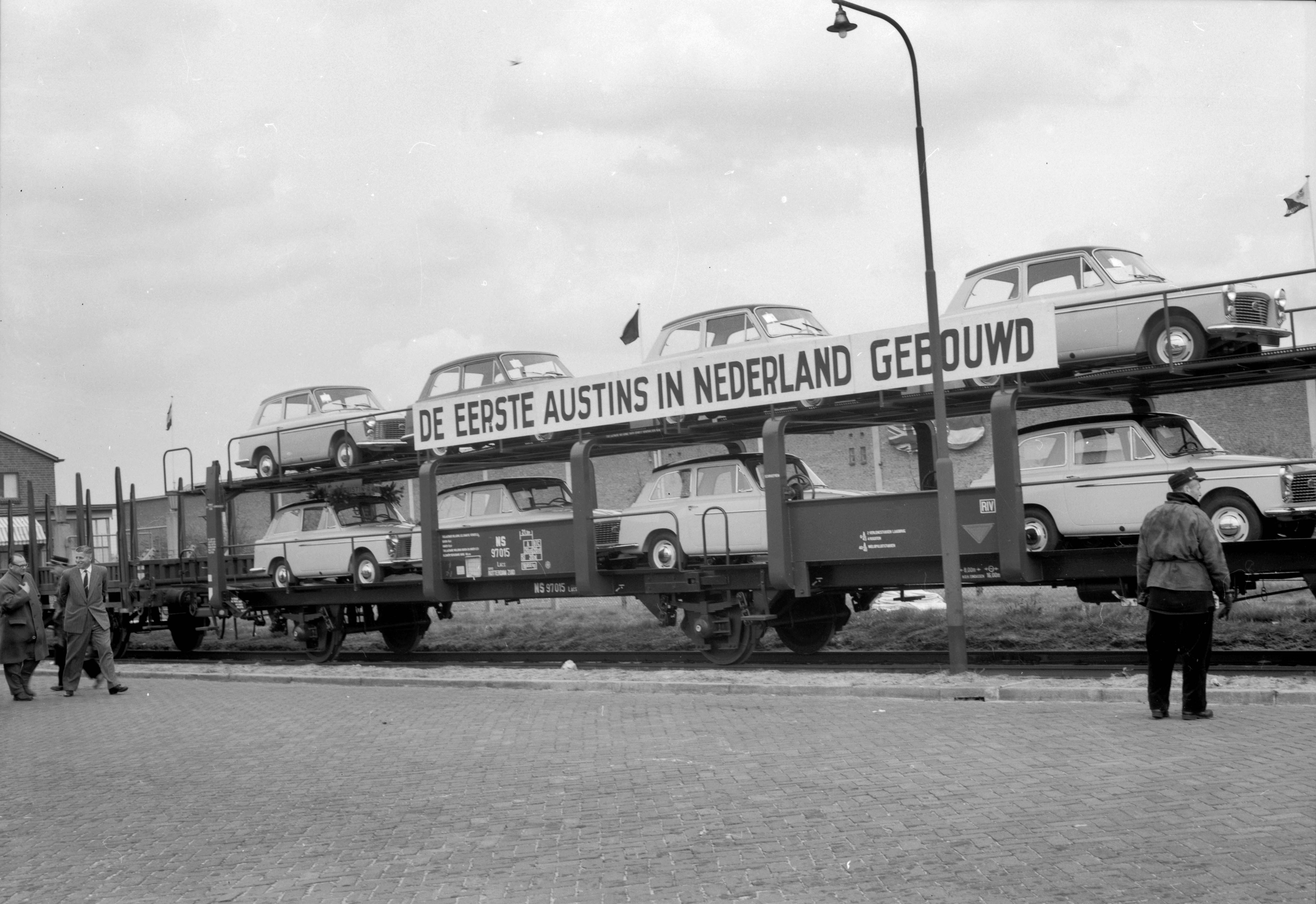
Vervoer per trein van de eerste in Nederland geassembleerde Austin A40 Farina personenauto's bij Molenaar's Automobielfabrieken (Nijverheidsweg 61) te Amersfoort.

De nieuwe fabriek aan de Nijverheidsweg in Amersfoort was noodzakelijk omdat de verkoop van Morris-auto’s in Nederland snel toenam. Vooral de Minor, die voor het eerst te zien was tijdens de AutoRAI van 1950, was een groot succes. In 1947 waren er slechts 1500 Morris-personenauto’s geregistreerd in Nederland, tien jaar later was dit aantal gestegen tot bijna 15.000.
Niet alleen personenauto’s zoals de Minor, de Oxford en de MG TD werden geassembleerd maar ook bedrijfsauto’s zoals de Morris Commercial J-type en grotere vrachtwagens. Later werd dit uitgebreid met de nieuwere modellen zoals de MGA, Austin A40 Farina en Austin Seven. De auto’s werden uitgerust met zoveel mogelijk lokale onderdelen zoals banden van Vredestein, V-snaren, schokdempers, accu’s, radiateurs en schuifdaken van Coenen, lampen en autoradio’s van Philips, autoruiten, bladveren, spanningsregelaars, zuigerveren, handremkabels en lakken van Valspar en claxons en bekledingshoezen van Hamstra. Hierdoor werd aan de buitenlandse import ongeveer 50% binnenlandse veredelingswaarde toegevoegd.
Molenaar produceerde ook voor export naar landen als België, Duitsland, Frankrijk en Algerije. Vooral België was een winstgevende markt, aangezien de Belgische regering in 1953 had besloten de import van complete auto’s stop te zetten en alleen de import van PKD- of CKD-kits toestond om hun eigen assemblagebedrijven te beschermen. Een uitzondering werd gemaakt voor auto’s gemaakt in Nederland en deze waren zelfs vrijgesteld van invoerrechten.

### Einde van de assemblage en oprichting BL Nederland
Johannes Jacobus Molenaar overleed plotseling op 25 februari 1957, het bedrijf werd overgenomen door zijn zoon Johannes Leonardus Molenaar. Vanwege de stijgende kosten werd de assemblage van CKD-kits begin jaren zestig minder rendabel. Door de toetreding van het Verenigd Koninkrijk tot de Europese Economische Gemeenschap werd de import van nieuwe auto’s goedkoper en nam de concurrentie toe. De laatste 180 Morris-personenauto’s werden in 1966 geassembleerd.
Door zijn overlijden op 29 oktober 1969 heeft J.L. Molenaar de oprichting van British Leyland Nederland in 1970 niet meer meegemaakt. Hierdoor mocht Molenaar niet langer Morris en MG importeren en werd slechts een (groot) dealerbedrijf. Later, toen Morris en MG niet langer werden geproduceerd, werd Molenaar dealer van Citroën.
Tegenwoordig bestaat het bedrijf nog steeds als holding voor verschillende garagebedrijven.